# A Brand New Life (serie televisiva)
A Brand New Life, anche nota come Brand New Life e con il titolo di lavorazione Blended Family, è una serie televisiva statunitense prodotta dalla Walt Disney Television e trasmessa tra il 1989 e il 1990 dalla NBC come parte del ciclo The Magical World of Disney.
La serie, con protagonisti Barbara Eden e Don Murray, ha esordito il 18 settembre 1989 come un film per la televisione, cui seguì nei mesi seguenti la produzione di una stagione da cinque episodi.

## Trama
Un uomo milionario, con tre figli al seguito ed educati con uno spirito liberale, sposa una dolce cameriera, anche lei con tre figli, educati però con spirito conservatore. Inevitabili gli scontri tra i fratellastri, che saranno momenti di crescita e di riflessione sia per loro che per i genitori.